# Kōji Funamoto
Kōji Funamoto (jap. 船本 幸路 Funamoto Kōji; ur. 12 sierpnia 1942) – japoński piłkarz, reprezentant kraju.

## Kariera klubowa
Od 1961 do 1975 roku występował w klubie Toyo Industries.

## Kariera reprezentacyjna
W reprezentacji Japonii zadebiutował w 1967. W reprezentacji Japonii występował w latach 1967-1975. W sumie w reprezentacji wystąpił w 19 spotkaniach.

## Statystyki
| Reprezentacja Japonii | Reprezentacja Japonii | Reprezentacja Japonii |
| Rok                   | Mecze                 | Gole                  |
| --------------------- | --------------------- | --------------------- |
| 1967                  | 1                     | 0                     |
| 1968                  | 1                     | 0                     |
| 1969                  | 1                     | 0                     |
| 1970                  | 1                     | 0                     |
| 1971                  | 0                     | 0                     |
| 1972                  | 5                     | 0                     |
| 1973                  | 2                     | 0                     |
| 1974                  | 0                     | 0                     |
| 1975                  | 8                     | 0                     |
| Razem                 | 19                    | 0                     |